# Брудердорф
Брудердорф (фр. Brouderdorff) насеље је и општина у североисточној Француској у региону Лорена, у департману Мозел која припада префектури Сарбур.
По подацима из 2011. године у општини је живело 930 становника, а густина насељености је износила 194,56 становника/km². Општина се простире на површини од 4,78 km². Налази се на средњој надморској висини од 300 метара (максималној 355 m, а минималној 266 m).

## Демографија
| 1962. | 1968. | 1975. | 1982. | 1990. | 1999. | 2011. |
| ----- | ----- | ----- | ----- | ----- | ----- | ----- |
| 511   | 527   | 608   | 689   | 720   | 733   | 930   |

График промене броја становника у току последњих година